# Mangostigmus bengalicus
Mangostigmus bengalicus är en stekelart som beskrevs av T.C. Narendran och Sudheer 2004. Mangostigmus bengalicus ingår i släktet Mangostigmus och familjen gallglanssteklar. Inga underarter finns listade i Catalogue of Life.